# Maxim Rodshtein
Maxim Rodshtein (19 de janeiro de 1989) é um jogador de xadrez de Israel com participação nas Olimpíadas de xadrez. Rodshtein participou das edições de 2008 a 2014 tendo conquistado um total de três medalhas sendo 2 por equipes e 1 individual. Em Dresden (2008) conquistou a medalha de prata por equipes e individual jogando no tabuleiro reserva. Em Khanty-Mansiysk (2010) ganhou a medalha de bronze por equipes.